# Zimmerman (Minnesota)
Zimmerman é uma cidade localizada no estado americano de Minnesota, no Condado de Sherburne.

## Demografia
Segundo o censo americano de 2000, a sua população era de 2851 habitantes.
Em 2006, foi estimada uma população de 5073, um aumento de 2222 (77.9%).

## Geografia
De acordo com o United States Census Bureau tem uma área de
7,4 km², dos quais 7,2 km² cobertos por terra e 0,2 km² cobertos por água.

## Localidades na vizinhança
O diagrama seguinte representa as localidades num raio de 20 km ao redor de Zimmerman.